# 버지니아급 순양함

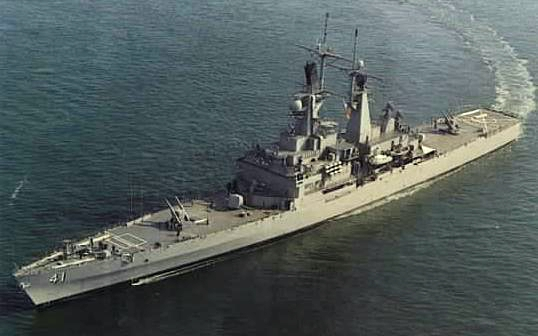
USS 아칸소 (CGN-41)

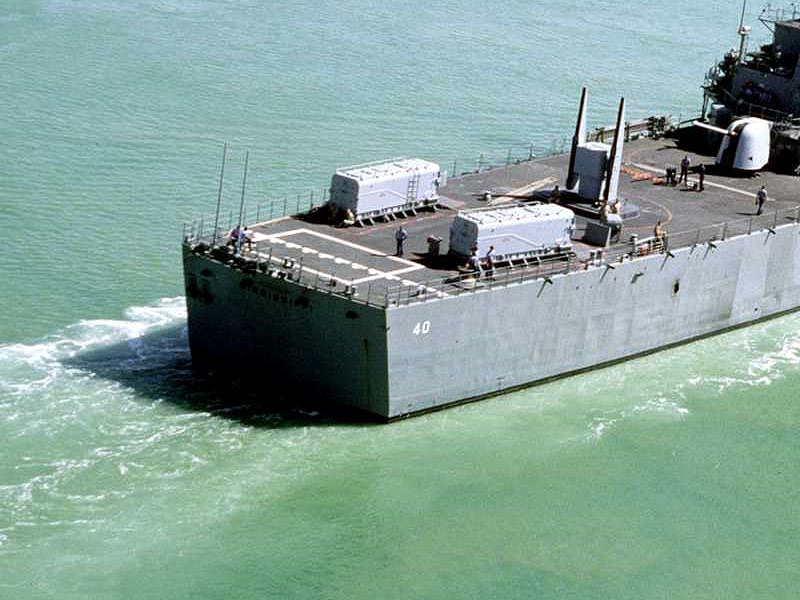
함미에 탑재된 토마호크 미사일 8발

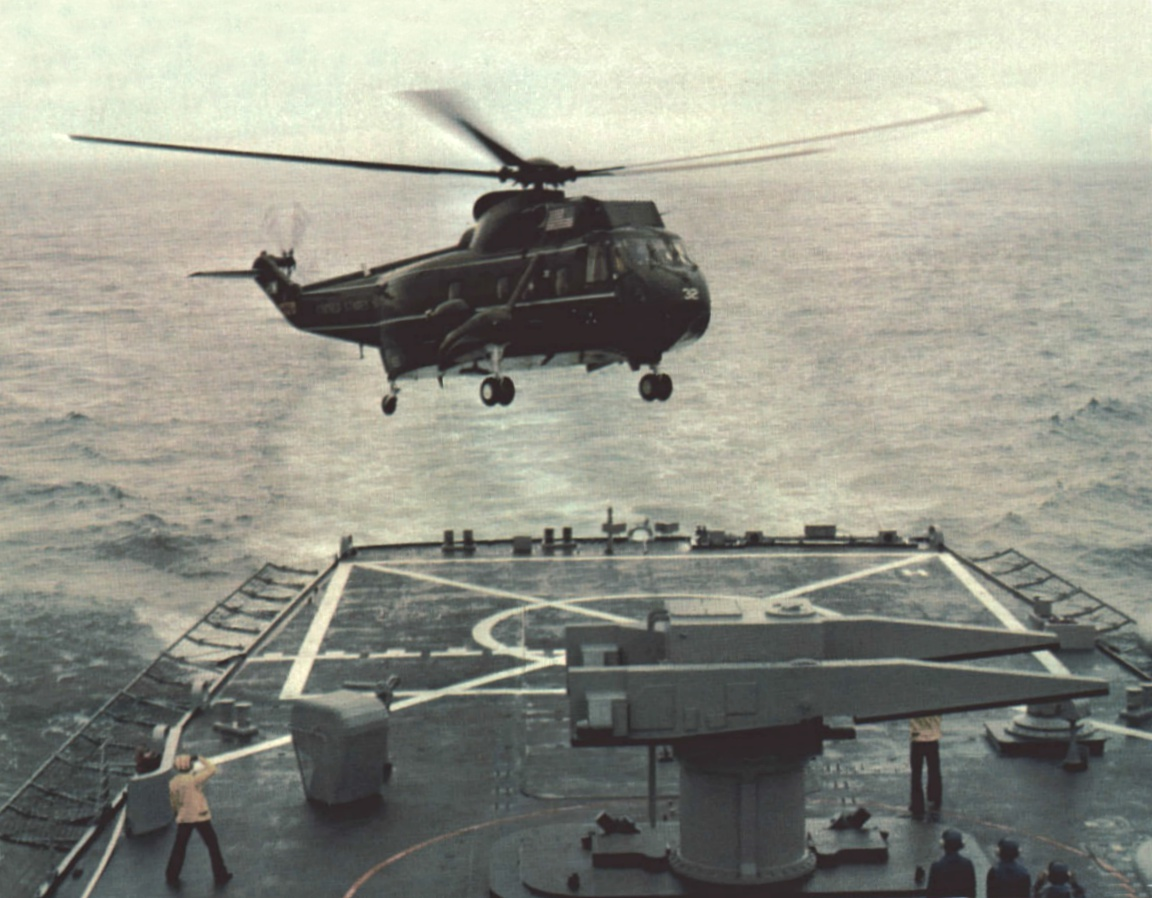
함미에 착륙중인 SH-3G 시 킹 대잠헬기

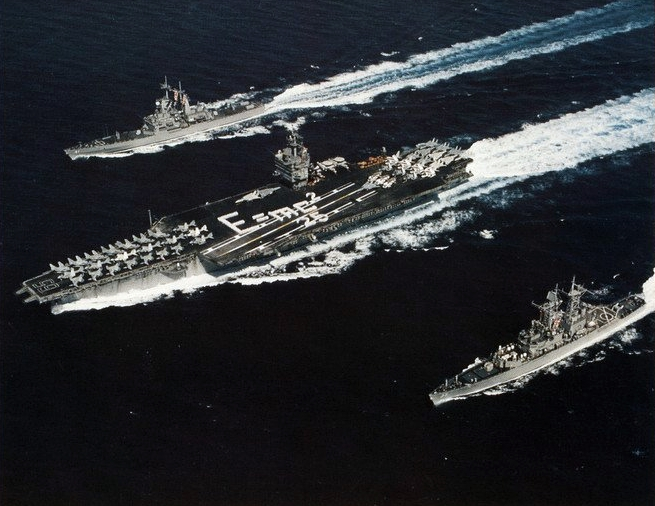
핵항모와 핵순양함 2척이 핵함대를 이루었다

버지니아급 순양함(Virginia-class cruiser)은 미국의 핵추진 순양함이다.

## 역사
배수량 10,800톤 버지니아급 핵추진 순양함(Virginia-class cruiser)은 열출력 150MWt D2G 원자로 2개를 탑재했다. 제너럴 일렉트릭 2세대 구축함용 원자로이다. 핵추진이므로 항속거리가 무제한이다.
원래 11척을 계획하였지만, 1970년부터 1974년까지 4척이 건조되어, 1999년에 모두 퇴역했다.
척당 1990년 6억 7500만 달러, 환산하면 2015년 12억 3472만 달러(1조 3656억 원)의 가격이다.
버지니아급 다음으로 타이콘데로가급 순양함을 건조했다. 핵추진을 재래식 추진으로 바꾸었고, 최초의 이지스 BMDS를 탑재했다.

## 핵순양함
미국의 핵순양함은 롱비치급 순양함 1척, 베인브릿지급 순양함 1척, 트럭스턴급 순양함 1척, 캘리포니아급 순양함 2척, 버지니아급 순양함 4척이 있었다. 오늘날에는 핵항모만 사용하고, 순양함에는 원자로 탑재를 하지 않는다.
- 롱비치급 순양함 1척, 1956년 발주, 1959년 진수, 만재배수량 15,540톤
- 베인브릿지급 순양함 1척, 1961년 진수, 배수량 9,100톤
- 트럭스턴급 순양함 1척, 1964년 진수, 만재배수량 8,659톤
- 캘리포니아급 순양함 2척, 1번함 1971년 진수, 배수량 10,800톤
- 버지니아급 순양함 4척, 1번함 1974년 진수, 만재배수량 11,666톤

미국 해군은 핵구축함도 건조해서 상당기간 사용했었다.

## 탈냉전
1991년 소련이 멸망했다. 탈냉전 시대가 열리면서, 평화 배당금(en:Peace dividend)이라는 정치적 슬로건 하에서 버지니아급 핵순양함이 조기 퇴역했다. 원래 군함은 오래 사용한다. DD-915 충북의 경우, 1945년 미국에서 취역해 2000년 한국에서 퇴역했다. 55년을 사용했다. 1번함 버지니아함은 1976년에 취역했고, 55년을 사용하면 2031년에 퇴역하는게 맞지만, 1994년에 조기 퇴역했다.